# Komiksák a chlapeček
Komiksák a chlapeček (v anglickém originále Fat Man and Little Boy) je 5. díl 16. řady (celkem 340.) amerického animovaného seriálu Simpsonovi. Scénář napsal Joel H. Cohen a díl režíroval Mike B. Anderson. V USA měl premiéru dne 12. prosince 2004 na stanici Fox Broadcasting Company a v Česku byl poprvé vysílán 20. května 2007 na stanici ČT2.

## Děj
Poté, co Bartovi vypadl poslední mléčný zub, už si nerad hraje se svými hračkami a má pocit, že dospívá. Aby se Bart dostal z deprese a vyjádřil své emoce, píše si na trička sarkastické a urážlivé fráze. Díky tričkům je ve městě populární a před domem si zřídí stánek, kde trika prodává. Jeho obchod je ale zavřen, protože nemá prodejní licenci, a on se vydává na sjezd prodejců, aby ji získal. Při odjezdu se seznámí s Husem Gladwellem, obchodníkem typu Willyho Wonky, který prodává žertovné výrobky. Bart souhlasí, že bude v Gladwellově obchodě prodávat svá trička, čímž se stane hlavním zdrojem příjmů v rodině poté, co Homer opustí svou práci. 
V obavách, že ho Bart nahradil, se Homer rozhodne vychovávat Lízu. Rychle se sblíží a Homer vidí její soutěžní práci na vědecký veletrh: historii jaderné fyziky a zmenšený model prvního jaderného reaktoru. Martin jim však ukáže svůj projekt, dětského robota. Homer pomůže Líze zajistit vítězství jejího projektu tím, že ukradne plutonium z elektrárny a postaví funkční štěpný reaktor na plutonium II. třídy. Mezitím se Bart dozví, že Gladwell prodal práva na trička. Homer se Barta zastane a pohrozí mu, že odpálí svůj jaderný reaktor a zničí Gladwellův obchod. Gladwell přijme porážku a dá Bartovi a Homerovi všechny peníze, které má. Když odcházejí, Bart děkuje Homerovi, že vše urovnal.

## Kulturní odkazy
Vočko se v epizodě ptá, jestli má Bart nějaké tričko s nápisem „Calvin čůrá na Hobbese“. To odkazuje na novinový komiks Calvin a Hobbes a sérii samolepek, na kterých je Calvin vyobrazen, jak močí na různá loga a symboly.

## Přijetí
Ve Spojených státech díl během premiéry sledovalo 10,31 milionu diváků.
Colin Jacobson z DVD Movie Guide uvedl, že díl „začíná docela dobře, protože kousky o Bartově strachu ze stárnutí a jeho snaze stát se tričkovým magnátem přinášejí slušnou zábavu. Epizoda však v průběhu ztrácí tempo, zejména když se pustí do nevýrazné parodie na Willyho Wonku. Přesto se jedná o nejlepší díl za poslední dobu.“
Patrick D. Gaertner ze serveru Puzzled Pagan napsal: „V této epizodě je několik zajímavých nápadů, ale celkově mě moc neoslovila. Mám pocit, že z některých těchto premis by se dalo udělat několik různých dílů, kdyby měly víc času se nadechnout. To, že Bart prožívá krizi středního věku, protože si uvědomil, že už není dítě, je skvělý nápad, ale v podstatě jen na první dějství. Stejně tak nápad, že se Bart stane živitelem rodiny, mohl být opravdu super, ale přestanou se na něj soustředit tak rychle, aby se dostali k šílené zápletce ‚Homer staví ve sklepě jaderný reaktor‘, která na mě moc nefungovala. Navíc tenhle díl končí tím, že Homer vyhrožuje zničením celého města kvůli pětistovce. To je divné.
Server Review Stream uvedl, že „pouze Simpsonovi dokáží spojit podobu Willyho Wonky, báseň Roberta Frosta a pohřeb Vikingů do jedné epizody“.